# Whitney Dean
Whitney Dean (nee Carter) es un personaje ficticio de la serie de televisión británica EastEnders, interpretada por la actriz Shona McGarty desde el 1 de abril de 2008, hasta ahora.
En julio del 2012 Shona fue suspendida de la serie por cuatro semanas por llegar tarde en varias ocasiones luego de que se advirtiera de evitar llegar tarde ya que su conducta molestaba al elenco y al equipo de producción.

## Antecedentes
Whitney es hija de Nathan y Debra Dean, su hermano mayor es Ryan Malloy. Más tarde Bianca Branning se convierte en la protectora legal de Whitney y poco después en su madre adoptiva.
Es muy buena amiga de Lauren Branning.